# Чепасова, Тамара Эдуардовна
Тамара Эдуардовна Чепасова (род. 1 января 1950 года в с. Коченяевка Ульяновской области РСФСР, СССР) — советский и российский политический деятель, депутат Государственной Думы ФС РФ первого созыва (1993—1995)

## Биография
В 1972 году окончила Пензенский политехнический институт.
В 1986 году окончила Московский финансово-экономический институт.
В 1994 году окончила Академию народного хозяйства.
Кандидат экономических наук (2001), тема диссертации: «Денежно-кредитные и бюджетные факторы развития российской экономики».

### Депутат Государственной Думы
В 1993 году избрана депутатом Государственной Думы Федерального собрания РФ I созыва, заместителем председателя Государственной Думы по социальной политике.
В 1996—2013 годы работала в Счётной палате РФ. Государственный советник Российской Федерации I класса.

### Муниципальный депутат Митино
4 марта 2012 года избрана муниципальным депутатом московского района Митино.